# La Rochepot

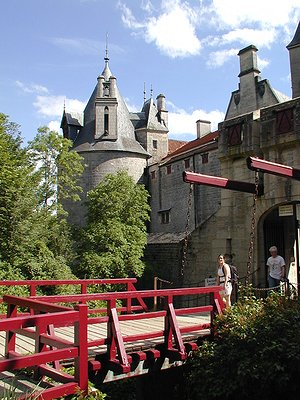
The Château de la Rochepot

La Rochepot là một xã thuộc tỉnh Côte-d’Or trong vùng Bourgogne-Franche-Comté miền đông nước Pháp.

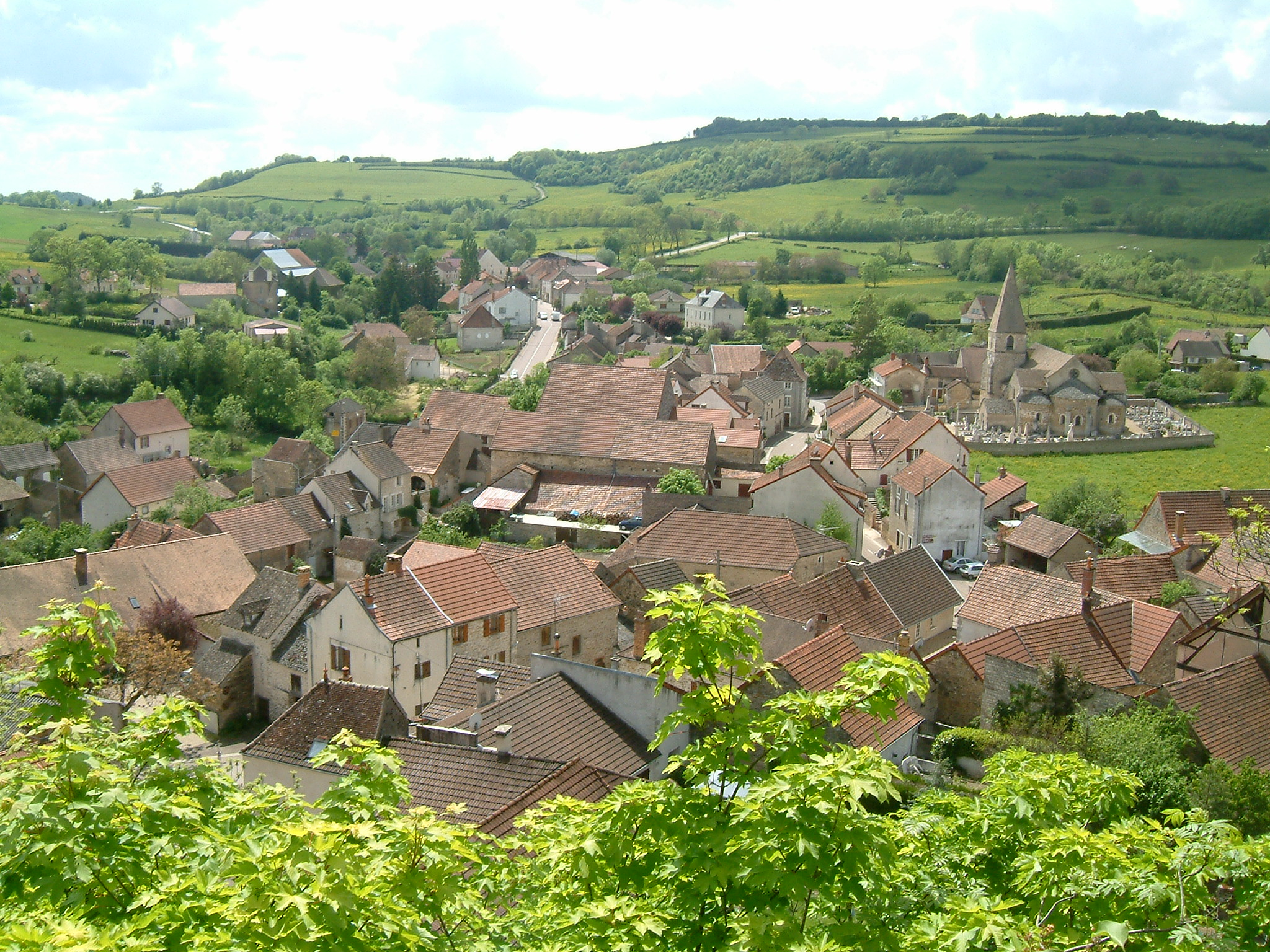
A view of the Town
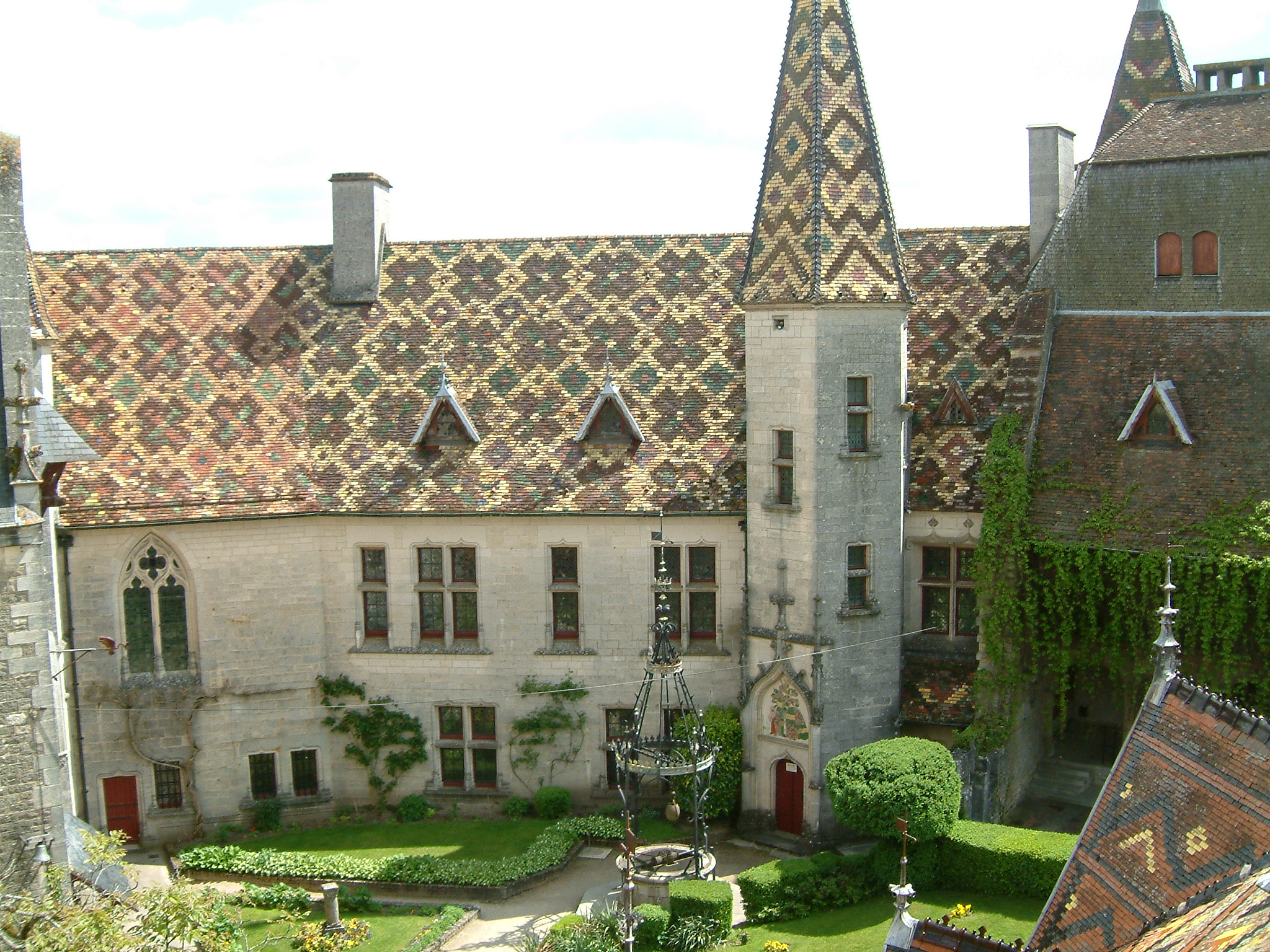
The Chateau
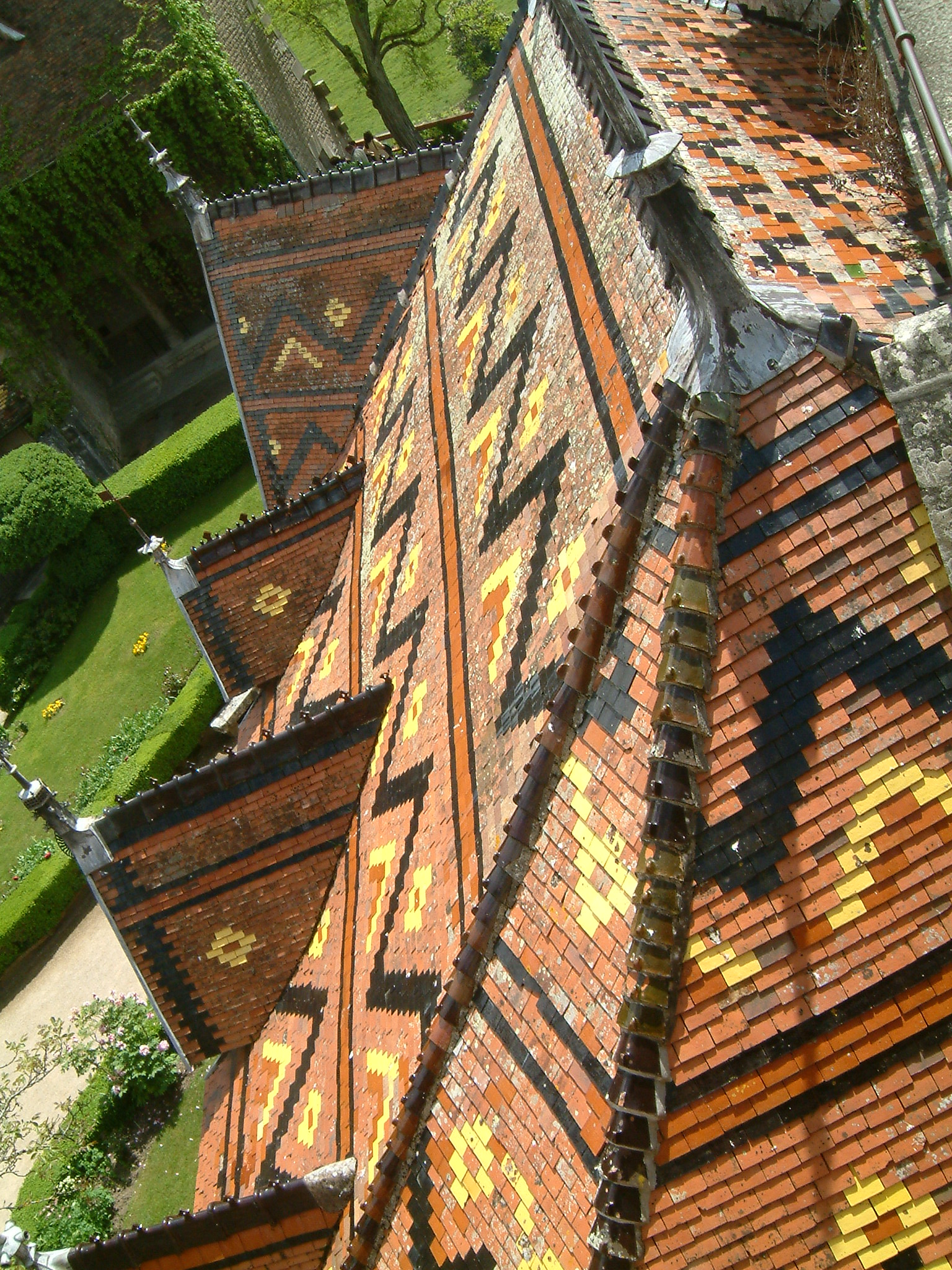
The Chateau Roof

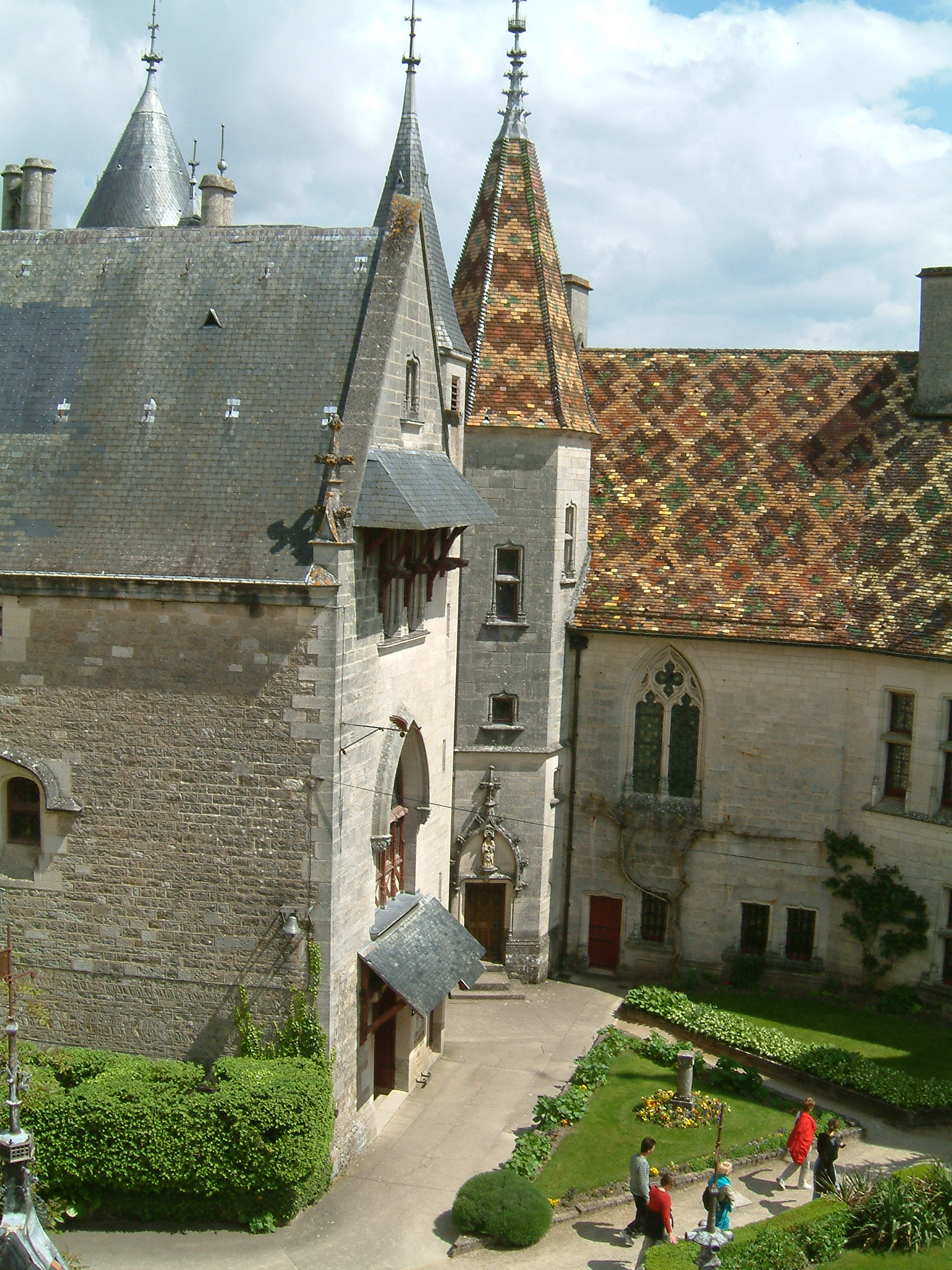
The Chateau
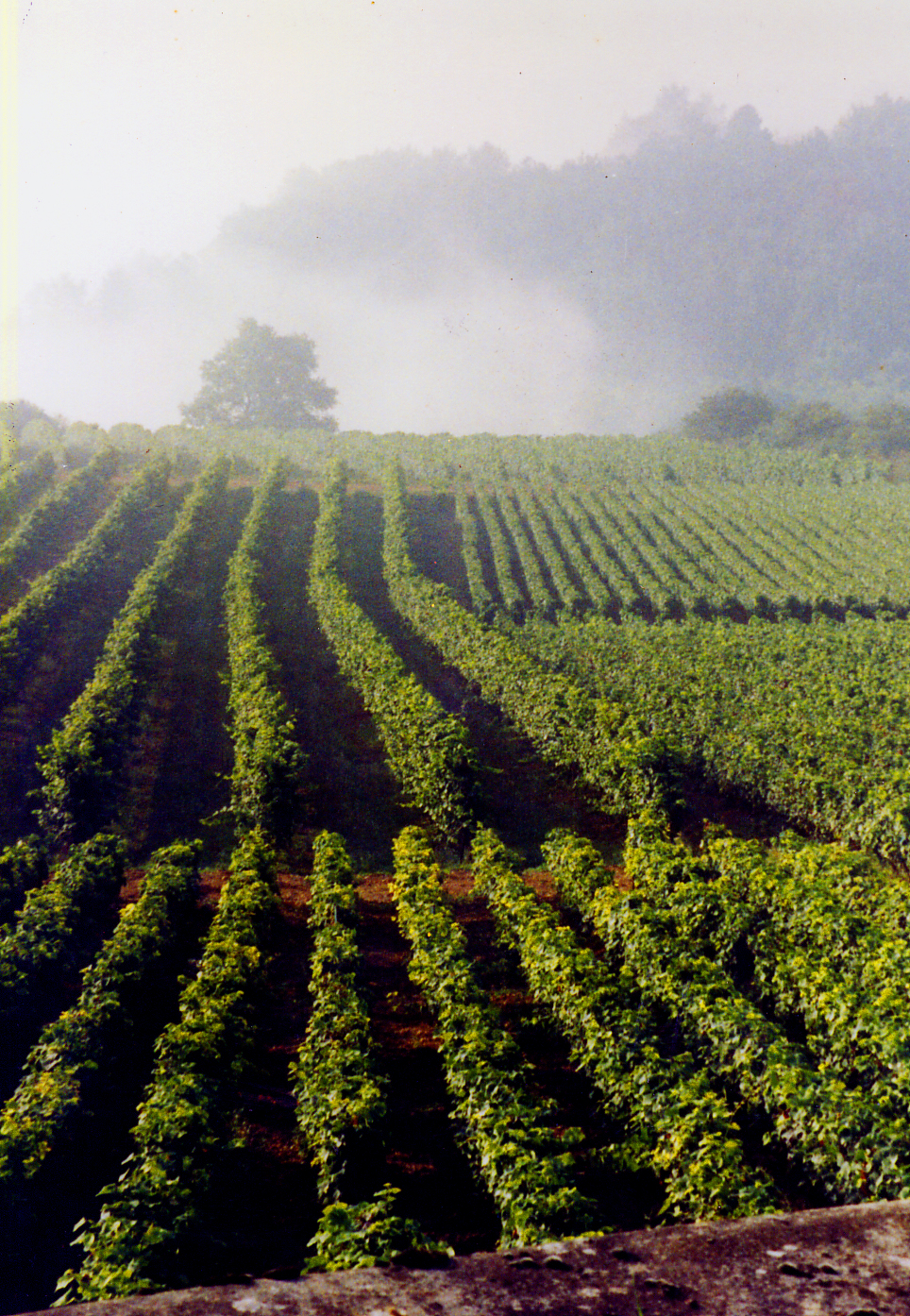
The Vines
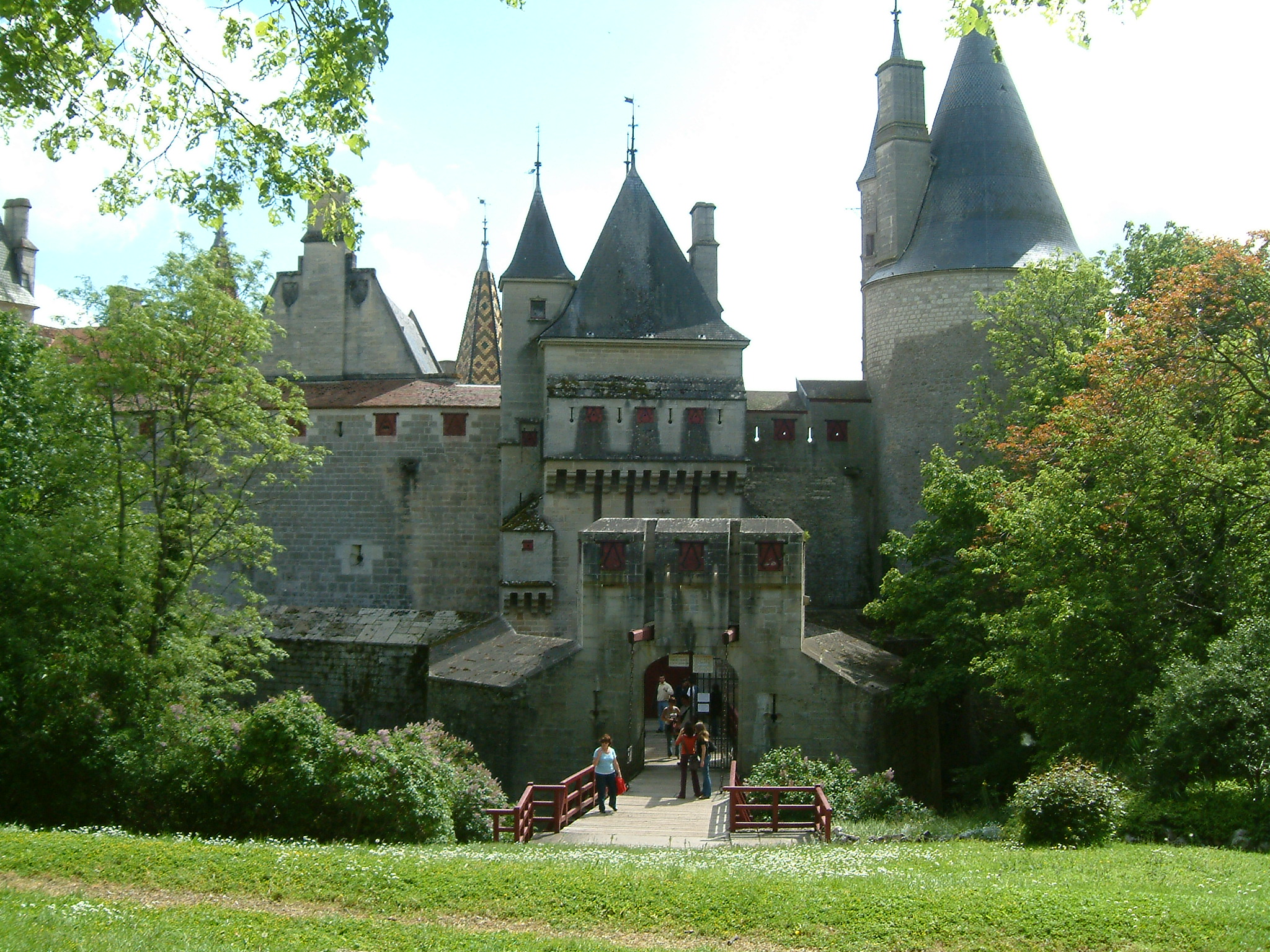
The Chateau